# غازي عنتاب إف كيه
نادي غازي عنتاب لكرة القدم (بالتركية: Gaziantep Futbol Kulübü)‏ هو نادي تركي تأسس عام 1988 و يلعب في الدوري التركي الدرجة الاولى.

## روابط إضافية
- الموقع الرسمي (بالتركية)